# Шателно
Шателно (фр. Châtellenot) насеље је и општина у источном делу централне Француске у региону Бургоња, у департману Златна обала која припада префектури Бон.
По подацима из 2011. године у општини је живело 144 становника, а густина насељености је износила 12,5 становника/km². Општина се простире на површини од 11,52 km². Налази се на средњој надморској висини од 570 метара (максималној 527 m, а минималној 382 m).

## Демографија
| 1962. | 1968. | 1975. | 1982. | 1990. | 1999. | 2011. |
| ----- | ----- | ----- | ----- | ----- | ----- | ----- |
| 159   | 163   | 158   | 144   | 148   | 158   | 144   |

График промене броја становника у току последњих година